# Ute Schaeperová
Ute Schaeperová (* 1. května 1967 Großburgwedel, Německo) je bývalá západoněmecká a německá sportovní šermířka, která se specializovala na šerm kordem. Západní německo a později sjednocené Německo reprezentovala v osmdesátých a devadesátých letech. V roce 1989 obsadila druhé místo na mistrovství světa v soutěži jednotlivkyň. S německým družstvem kordistek vybojovala v roce 1990 titul mistryň světa.